# Dusona simillima
Dusona simillima är en stekelart som beskrevs av Gupta 1977. Dusona simillima ingår i släktet Dusona och familjen brokparasitsteklar. Inga underarter finns listade i Catalogue of Life.